# Радкевич, Светлана Николаевна
Светла́на Никола́евна Радке́вич (бел. Святлана Мікалаеўна Радкевіч; р. 9 октября 1979, Минск, Белорусская ССР) — белорусская конькобежка, специализирующаяся на спринтерских дистанциях (500 и 1000 метров). Неоднократная абсолютная чемпионка Беларуси по спринтерскому многоборью. Участница зимних Олимпийских игр 2002, 2006 и 2010 годов.

## Биография
Светлана Радкевич начала выступления на чемпионатах Беларуси среди юниоров в сезоне 1994/95 и уже в 1997 году заняла 2-е место в классическом многоборье и 3-е место в спринте. Через год выиграла бронзовую медаль в многоборье во взрослой категории, что позволило ей войти в состав национальной сборной. В 1999 году Светлана заняла 3-е место в беге на 500 м на Юношеских играх Северной Европы и выиграла юниорский чемпионат страны в многоборье.
В сезоне 1999/2000 дебютировала на Кубке мира и на чемпионате Европы в классическом многоборье в Хамаре, где заняла 20-е место. В феврале выиграла чемпионат Беларуси в классическом многоборье. В 2002 году она участвовала в чемпионате мира в спринтерском многоборье в Хамаре и заняла там только 26-е место.
В том же 2002 году Радкевич впервые участвовала в зимних Олимпийских играх в Солт-Лейк-Сити, где стала 28-й на дистанции 500 м и 33-й на 1000 м. В 2003 году она стала чемпионкой в спринте на Национальном чемпионате, на мировых чемпионатах она не показывала высоких результатов, занимая места в третьем десятке. Лучшим результатом в многоборье на чемпионатах мира у неё было 15-е место на чемпионате мира в Хамаре в 2008 году.
На Олимпийских играх в Турине в 2006 году Радкевич заняла 27-е место из 29 участниц на дистанции 500 м и 33-е на 1000 м, а на Олимпийских играх в Ванкувере стала 33-й в беге на 500 м. В 2006 и 2010 годах Радкевич была единственной, кто представлял Белоруссию в олимпийских соревнованиях конькобежцев.
В 2012 году на спринтерском чемпионате мира в Калгари она заняла 21-е место, набрав в сумме 154,550 баллов. В марте на чемпионате мира на отдельных дистанциях в Сочи она заняла 22-е место в забеге на 1000 м и 23-е место на 500 м.
В 2013 году Радкевич заняла 19-е место в спринте на чемпионате мира в Солт-Лейк-Сити. Незадолго до олимпиады в Сочи в августе 2013 года, она отказалась от участия в ней и покинула национальную сборную, после чего устроилась на работу тренером-методистом.